# Seine-Saint-Denis
Seine-Saint-Denis é um departamento da França localizado na região Île-de-France, conhecida até 1975 como parte da Região Parisiense. Sua capital é a cidade de Bobigny.

## Comunas
O departamento de Seine-Saint Denis é formado por 40 comunas, distribuídas em três arrondissements - Saint-Denis, Bobigny e Raincy - conforme segue:
- Arrondissement de Saint-Denis
  - Saint-Ouen
  - Aubervilliers
  - Saint-Denis
  - L'Île-Saint-Denis
  - Épinay-sur-Seine
  - Villetaneuse
  - Pierrefitte-sur-Seine
  - Stains
  - La Courneuve

- Arrondissement de Bobigny
  - Dugny
  - Le Bourget
  - Drancy
  - Bobigny
  - Bondy
  - Les Pavillons-sous-Bois
  - Noisy-le-Sec
  - Romainville
  - Pantin
  - Le Pré-Saint-Gervais
  - Les Lilas
  - Bagnolet
  - Montreuil
  - Rosny-sous-Bois
  - Villemomble

- Arrondissement de Raincy
  - Neuilly-Plaisance
  - Neuilly-sur-Marne
  - Noisy-le-Grand
  - Gournay-sur-Marne
  - Gagny
  - Le Raincy
  - Clichy-sous-Bois
  - Montfermeil
  - Coubron
  - Vaujours
  - Livry-Gargan
  - Sevran
  - Aulnay-sous-Bois
  - Le Blanc-Mesnil
  - Villepinte
  - Tremblay-en-France